# Silvan Shalom
Silvan Shalom, (Hebreeuws: סילבן שלום) (Gabès, 4 augustus 1958) is een Israëlisch politicus van Likoed. Van 14 mei 2015 tot 20 december 2015 was hij minister van Binnenlandse Zaken en tevens vicepremier (de enige) in het kabinet-Netanyahu IV.
Hiervoor was hij minister van Energie en Waterbronnen, Ontwikkeling van de Negev en Galilea alsook van Regionale Ontwikkeling in het kabinet-Netanyahu III (2013-2015), minister van Regionale Ontwikkeling en de Ontwikkeling van de Negev en Galilea alsmede vicepremier in het kabinet-Netanyahu II (2009-2013), minister van Buitenlandse Zaken in het kabinet-Sharon II (2003-2006), minister van Financiën in het kabinet Sharon-I (2001-2003) en minister van Wetenschap en Technologie in het kabinet-Netanyahu I (1998-1999).
In 1959 emigreerde Shalom naar Israël. Op achttienjarige leeftijd trad hij toe het Israëlische leger. Hij bracht het uiteindelijk tot sergeant. Na zijn diensttijd werkte Shalom eerst als journalist, voordat hij in 1992 namens de Likoed in de Knesset werd verkozen.
Shalom is een prominent Sefardisch politicus in de Likoed-partij. Toen de Arbeidspartij in 2002 de regering verliet, werd Shalom tot verrassing als opvolger van Benjamin Netanyahu de nieuwe minister van Buitenlandse Zaken.
Shalom stelde zich in 2005 beschikbaar voor het leiderschap van de Likoed-partij. Hij werd tweede, na Netanyahu. Shalom stond ook tweede op de verkiezingslijst bij de verkiezingen van 2006.
Op 27 december 2015 trad hij af als vicepremier en minister van Binnenlandse Zaken naar aanleiding van aanhoudende berichten in de media over ongewenste intimiteiten jegens meerdere medewerksters. Eveneens gaf hij zijn zetel in de Knesset op.
Silvan Shalom is getrouwd met Judy Shalom Nir-Mozes, een bekende presentatrice op de Israëlische televisie. Het stel heeft vijf kinderen en woont in Ramat Gan.